# Физичко-географски положај
Физичко-географски положај је положај неке тачке на Земљиној површини у односу на природне објекте који утичу на природне одлике неког места (реке, мора, планине, низије, језера и др).